# 모상영
모상영(牟相榮, 1991년 4월 5일 ~ )은 KBO 리그 전 SK 와이번스의 내야수이다. 형은 전 KT 위즈 소속의 내야수 모상기이다.

## 출신 학교
- 서울백운초등학교
- 신일중학교
- 안산공업고등학교
- 송원대학교

## 아마추어 시절
서울특별시에서 출생하여 서울백운초등학교, 신일중학교를 거쳐 안산공업고등학교와 송원대학교를 졸업하였다.

## 프로 생활
2013년 2차 9순위로 SK 와이번스에 지명을 받고 입단했으나, 2014 시즌 후 방출되었다.

## 에피소드
모상영의 형은 모상기이다. 그는 형처럼 2군 홈런왕(당시 모상기 2008년 남부리그 홈런왕)이 되고 싶다고 하였다. 또한 그는 롤모델을 형으로 꼽았다. 그에 대한 스카우팅 리포트의 평가는 다음과 같다.
| “ | kt의 모상기선수의 동생이며 우타자로서 파워가 뛰어나고 장타력을 보유함. 특히 변화구 대처능력도 보유하여 향후 대형 우타자로서 성장이 기대됨. 주력과 수비력은 많은 연습을 통해 보완이 필요함 | ” |
|   | — 모상영, 스카우팅 리포트 |   |